# Someone like You (canción de Van Morrison)
«Someone like You» es una canción del músico norirlandés Van Morrison publicada en el álbum de 1987 Poetic Champions Compose y como sencillo el mismo año.
"Someone like You" fue incluida en las bandas sonoras de numerosas películas, entre las que figuran Only the Lonely, Prelude to a Kiss, French Kiss, One Fine Day, Proof of Life y El diario de Bridget Jones. La canción fue también publicada en los álbumes recopilatorios de 2007 Van Morrison at the Movies - Soundtrack Hits y Still on Top - The Greatest Hits.

## Personal
- Van Morrison: guitarra y voz
- Neil Drinkwater: piano
- Steve Pearce: bajo
- Roy Jones: batería y percusión
- Fiachra Trench: arreglos de cuerda

## Versiones
"Someone like You" ha sido versionada por varios artistas, entre los que se incluyen Air Lovers, Eric Clapton, Dina Carroll, Vanessa L. Williams, Shawn Colvin y John Waite.